# لغة سابانيس
لغة سابانيس أو لغة ساباني، هي لغة برازيلية يستخدمها مجموعة من الشعب البرازيلي الأصلي وهي لغة مهددة بالانقراض. ترتبط ارتباطا وثيقا بلغة نامبيكوارا.